# Leo Rowsome
Leo Rowsome (Dublin, 5 april 1903 - Sligo, 20 september 1970) was een Ierse traditionele uilleann pipes-speler. Op zijn veertiende jaar verliet hij school en in 1920 werd hij leraar bij het College of Music in Dublin; deze positie zou hij 50 jaar vervullen. Zijn vader was bouwer en reparateur van uilleann pipes; toen hij 1928 stierf, nam Leo de zaak over en ging ook parttime lesgeven. Recent werd een herdruk uitgegeven van zijn oorspronkelijk in 1936 gepubliceerde boek The Leo Rowsome Collection of Irish Music, waarin 428 composities voorkomen. Twee generaties verder werkt ook zijn kleinzoon Kevin als uillean pipes-speler, die in 1999 een album The Rowsome Tradition uitbracht.

## Discografie
- Rí na bPíobairí (King of the Pipers) (1969)
- The Drones and the Chanters (1971)
- Classics of Irish Piping (1975)

- Bibliothèque nationale de France: cb170076203 (data)
- Library of Congress Control Number: n83153197
- MusicBrainz: cdcdfd3e-ae2d-460b-ad9b-3429cd6456c9
- Système universitaire de documentation: 229654185
- Virtual International Authority File: 92519391
- WorldCat: E39PBJh8RVPRHCJ4GV99yJ6Yfq